# 1057 Ванда
1057 Ванда (1057 Wanda) — астероїд головного поясу, відкритий 16 серпня 1925 року.
Тіссеранів параметр щодо Юпітера — 3,240.